# Ludwig IV. (Lichtenberg)
Ludwig IV. von Lichtenberg († 28. August 1434) aus dem Adelsgeschlecht der Herren von Lichtenberg war seit 1393 bis 1429 Oberhaupt der jüngeren Linie der Familie, der Herren von Lichtenberg-Lichtenau.

## Familie
Ludwig IV. war der Sohn von Heinrich IV. von Lichtenberg-Lichtenau († 18. November 1393) und Gräfin Adelheid von Veldenz-Geroldseck. Ludwig IV. heiratete 1409 Markgräfin Anna von Baden, Tochter von Markgraf Bernhard I. Interessant für die weitere dynastische Entwicklung der Familie ist, das die Mutter von Adelheid, Elisabeth, aus dem Haus Hanau stammte. Aus der Ehe zwischen Ludwig und Adelheid gingen zwei Söhne hervor:
- Jakob von Lichtenberg (1416–1480) und
- Ludwig V. von Lichtenberg (1417–1471).[1]

## Politik
Genealogischen Zufälle ergaben, dass sich das in drei Linien geteilte Haus Lichtenberg bei Ludwig IV. wieder in einer Hand vereinigen sollte: Bereits 1390 war die ältere Linie im Mannesstamm ausgestorben. Mit dem Tod von Johann IV., d. Ä., am 23. August 1405, ereilte das gleiche Schicksal auch die mittlere Linie, so dass Ludwig IV. als einziges überlebendes männliches Familienmitglied – und damit einziger Erbe – zurückblieb.
Ludwig IV. hatte zwei schwere politische Niederlagen zu verkraften: Im Bündnis mit dem Straßburger Bischof führte er einen Krieg gegen Kurtrier. Dabei geriet er in Gefangenschaft. Um das Lösegeld von 30.000 Gulden aufbringen zu können, musste er ein Viertel der Herrschaft Lichtenberg an seinen Schwiegervater in spe, Markgraf Bernhard I. von Baden, verpfänden. Die zweite politische Katastrophe war eine Niederlage in einem Krieg gegen die Bürger der Stadt Straßburg.
Dies oder eine schwere psychische Erkrankung führte dazu, dass er 1429 zugunsten seiner beiden noch unmündigen Söhne zurücktrat.